# 溪尾乡
溪尾乡，是中华人民共和国福建省三明市尤溪县下辖的一个乡镇级行政单位。

## 行政区划
溪尾乡下辖以下地区：
湖山村、本洋村、莘田村、秀峤村、长华村、溪尾村、九峰村、高山村、埔宁村、大宁村、纲纪村和枣坑村。